# Phoneyusa westi
Phoneyusa westi är en spindelart som beskrevs av Smith 1990. Phoneyusa westi ingår i släktet Phoneyusa och familjen fågelspindlar.
Artens utbredningsområde är Angola. Inga underarter finns listade i Catalogue of Life.